# 軒轅劍柒
《軒轅劍柒》是大宇資訊旗下經典單機角色扮演遊戲「軒轅劍」系列的第十三款作品，由蔡明宏領銜的DOMO小組開發製作，2020年10月29日發行。與前兩作不同，此作於中國大陸首度由游力卡游戏代理發行。
據官方介紹，本作將以西漢末年為背景，並改用虛幻引擎4作為遊戲引擎，與《仙劍奇俠傳七》看齊；與此同時，遊戲亦採用全新的即時制戰鬥模式，並引入動態捕捉、光點動態捕捉、Faceware臉部捕捉及Criware音效引擎等系統，另遊戲音樂亦改用以真實管弦樂錄製。

## 開發
- 2017年9月5日：《軒轅劍柒》正式立項。[5]
- 2018年2月14日：首度釋出遊戲開發畫面。[6]
- 2019年1月28日：首度公開階段性開發成果，當中可見遊戲人物畫質相對於前作有不少的提升，亦暗示墨家「機關術」將會再次在系列登場[7]。
- 2020年3月12日：釋出首支宣傳影片，同時遊戲標誌亦以全新形象示人。[4]

## 评价
本作在Metacritic上的评分为71/100。篝火营地评价本作“大刀阔斧的变革令人萌生出几分敬意”，但过短的游戏流程极大影响了叙事节奏和系统深度。